# NGC 2357
NGC 2357 (другие обозначения — UGC 3782, MCG 4-17-14, ZWG 116.46, FGC 619, IRAS07146+2326, PGC 20592) — спиральная галактика (Sc) в созвездии Близнецы.
Этот объект входит в число перечисленных в оригинальной редакции «Нового общего каталога».
В галактике вспыхнула сверхновая SN 2015I типа Ia, её пиковая видимая звездная величина составила 15,7.
В галактике вспыхнула сверхновая SN 2010bj типа IIP, её пиковая видимая звездная величина составила 16,1.